# Fusillade du 17 décembre 2019 au Panama
 (décembre 2019).
La fusillade du 17 décembre 2019 au Panama est survenue dans la prison de La Joyita (en).

## Déroulement
La fusillade a eu lieu dans un pavillon du centre pénitentiaire de La Joyita. Selon les autorités panaméennes, il s'agirait d'un affrontement entre gangs rivaux. À la suite de la fusillade, les meneurs ont été isolés pour éviter de nouveaux incidents. Plusieurs armes à feu, dont cinq pistolets et trois fusils, ont été retrouvés après la fusillade.

## Bilan
Quatorze détenus sont morts et onze autres ont été blessés. Aucun membre des forces de sécurité de la prison n'a été blessé.